# Jasenovce
Jasenovce é um município da Eslováquia, situado no distrito de Vranov nad Topľou, na região de Prešov. Tem 5,65 km² de área e sua população em 2018 foi estimada em 210 habitantes.

## Demografia
| Ano:        | 1994 | 2004    | 2014   | 2024   |
| ----------- | ---- | ------- | ------ | ------ |
| Broj ljudi: | 194  | 229     | 232    | 216    |
| Razlika:    |      | +18,04% | +1,31% | -6,89% |

| Ano:               | 2023 | 2024   |
| ------------------ | ---- | ------ |
| Número de pessoas: | 210  | 216    |
| Diferença:         |      | +2,85% |